# Săvârșin
Săvârșin – wieś w Rumunii, w okręgu Arad, w gminie Săvârșin. W 2011 roku liczyła 1379 mieszkańców. 